# Екологічна енциклопедія
Екологічна енциклопедія[ISBN відсутній] — тритомне науково-довідкове видання, в якому на основі узагальнення світового та національного досвіду наведено інформацію про теоретичні та прикладні аспекти екології.
Екологічна енциклопедія. — К., 2007. — Т. 1. — 432 с.; К., 2007. — Т. 2. — 416 с.; К., 2008. — Т. 3. — 472 с.
Підготовку і видання Екологічної енциклопедії здійснено за ініціативи Всеукраїнської екологічної ліги за активної участі вчених НАН України, державних галузевих академій наук, провідних вищих навчальних закладів країни, громадських організацій. У трьох томах вміщено 3556 статей, 112 карт, 244 рисунки, 737 кольорових фотографій, 159 таблиць. До написання статей було залучено 740 авторів, 38 членів редколегії, 26 наукових консультантів та редакційна група.

## Тематика статей
У трьох томах Екологічної енциклопедії відповідно до сучасної структури системи екологічних наук наведено термінологічний апарат усіх її складових:
- біоекології;
- геоекології;
- техноекології;
- соціоекології.

Значну кількість статей присвячено теоретичним засадам екологічної науки, екологічним законам, принципам, правилам. Особливого значення надано питанням охорони природи та окремих її компонентів (атмосферного повітря, природних вод, ґрунтів) раціонального природокористування, заповідній справі (з статтями про об'єкти природно-заповідного фонду України).
Важливою частиною Екологічної енциклопедії є статті з питань екологічної політики, екологічного законодавства і права, екологічної освіти та виховання, екологічної культури, етики та естетики, ролі громадськості в прийнятті екологічно важливих рішень. Наведено також інформацію з етнічної екології, демографічної екології, екології людини.
Вміщено статті, що розкривають зміст таких напрямків сучасної екології, як екологічне управління, аудит та менеджмент, еколого-економічні показники та оцінки тощо.
Враховуючи значення діяльності наукової спільноти, громадських організацій до видання увійшли статті про наукові установи відповідного профілю, міжнародні та національні екологічні спілки та організації, конференції, стратегічні документи, програми з екологічних питань.
Значну кількість термінів вперше вміщено у вітчизняному енциклопедичному виданні, що має важливе значення для усталення термінології в екологічній науці.